# 乔治娅·贝尔
乔治娅·贝尔（英語：Georgia Bell，1993年10月17日—），英国女子田径运动员，主攻800米和1500米，2024年欧洲田径锦标赛女子1500米银牌得主、2024年夏季奥林匹克运动会女子1500米铜牌得主。